# Cauce

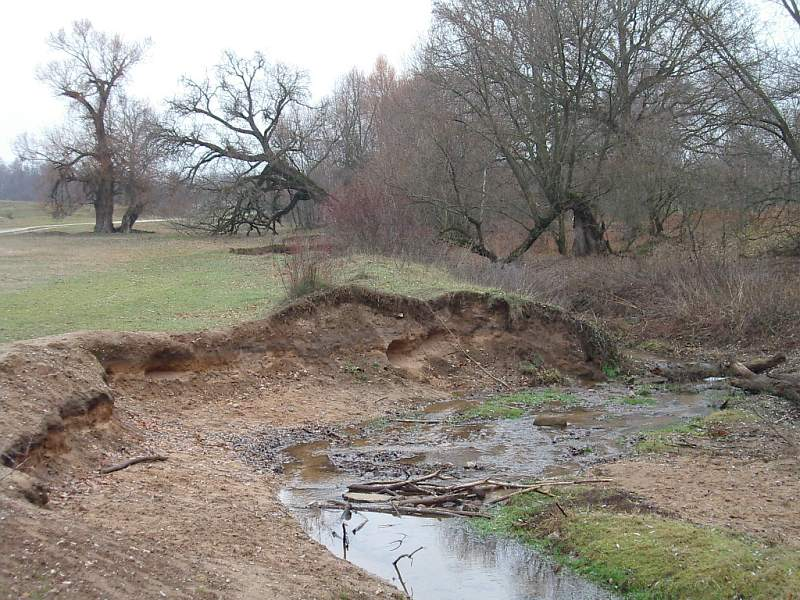
Vista del cauce de un arroyo.

El cauce o lecho fluvial es la parte de un valle por donde discurren las aguas en su curso: es el confín físico normal de un flujo de agua, siendo sus confines laterales las riberas.
El lecho menor, aparente o normal, es aquel por el cual discurre agua incluso durante el verano y de ahí que algunos le den el nombre permanente. El lecho mayor o llanura de inundación, que contiene al primero, solo es invadido por el curso de las crecidas y, en general, durante la estación anual en que el caudal aumenta y cuyo periodo depende, por su duración y por la época del año en que se sitúa, del régimen propio de cada río.
La naturaleza de cualquier lecho fluvial es siempre una función de la dinámica del flujo y de los materiales geológicos locales que pueden influir a dicho flujo.